# Bầu cử Hội đồng quận Hồng Kông 2019
Bầu cử Hội đồng quận Hồng Kông 2019 được tổ chức vào ngày 24 tháng 11 năm 2019 cho tất cả 18 Hội đồng quận của Hồng Kông, nhiệm kỳ thứ sáu kể từ khi bàn giao. 452 thành viên từ tất cả các khu vực bầu cử trực tiếp đã được bầu trong tổng số 479 ghế.
Gần ba triệu người, chiếm hơn 70 phần trăm cử tri đã đăng ký, đã bỏ phiếu, vì cuộc bầu cử được coi là một cuộc trưng cầu dân ý về cuộc biểu tình ủng hộ dân chủ đang diễn ra. Những người ủng hộ dân chủ đã gây ra vụ đảo ngược quyền lực lớn nhất trong lịch sử Hồng Kông, giành quyền kiểm soát 17 trong số 18 Hội đồng quận, tăng gấp ba số ghế của họ từ khoảng 124 đến 389, và có thể chiếm được 117 ghế trong các tiểu ban của Hội đồng bầu cử chịu trách nhiệm bầu Đặc khu trưởng.
Các đảng ủng hộ và độc lập Bắc Kinh chỉ giành được 62 ghế, mất 242 ghế. Đảng Liên minh Dân chủ ủng hộ Bắc Kinh vì sự tiến bộ và tiến bộ của Hồng Kông (DAB) đã nhận thất bại lớn nhất trong lịch sử, mất gần một trăm ghế, trong khi Đảng Nhân dân mới của Regina Ip bị mất sạch số ghế. Một tá các ứng cử viên nặng ký ủng hộ Bắc Kinh đã thua khi tái cử, bao gồm Junius Ho, một nhân vật chống biểu tình quan trọng, người được cho là đã ủng hộ cuộc tấn công Nguyên Lãng.